# R Crucis
R Crucis è una stella supergigante bianco-gialla di magnitudine 6,90 situata nella costellazione della Croce del Sud. A volte viene classificata come gigante brillante. Dista 508 anni luce dal sistema solare.

## Osservazione
Avendo una magnitudine apparente media 6,90, R Crucis non è osservabile ad occhio nudo. Tuttavia può esserlo con l'aiuto di un semplice binocolo. La sua declinazione fortemente meridionale di -61° la rende invisibile in buona parte dell'emisfero boreale. In questo emisfero infatti essa potrà essere osservata solo a partire dalle regioni tropicali. Essa diventa circumpolare nelle regioni più a sud del 29º parallelo S.

## Caratteristiche fisiche
Si tratta di una stella in avanzato stato evolutivo, che ha abbandonato la sequenza principale. È una stella variabile di tipo cefeide, che varia la sua magnitudine apparente da 6,40 a 7,23 con un periodo di 5.8258 giorni. La sua velocità radiale negativa indica che la stella si sta avvicinando al sistema solare.